# 川崎亞沙美
川崎亞沙美（1984年10月18日—），是於日本大阪府出身的女演員和女子職業摔角選手。她於2003年11月24日正式出道，於入行前，於19歲時開始當職業摔角選手，並在神奈川縣的川崎市體育館進行出道戰，對手是賀川照子。到了2011年12月6日，她在NHK的晨間小說連續劇《康乃馨》，飾演小原糸子的次女‧直子（成人期）。

## 外部連結
- 川崎亞沙美的岸和田魂～seasonⅡ （页面存档备份，存于）
- 亞沙美的岸和田魂～バッチバチ～ （页面存档备份，存于）（舊日誌）
- 亞沙美的岸和田魂! Beauty Colosseum （页面存档备份，存于）（舊日誌）